# تیم ملی فوتبال زنان اسلوونی
تیم ملی فوتبال زنان اسلوونی (انگلیسی: Slovenia women's national football team) نمایندهٔ اسلوونی در ردهٔ ملی است. این تیم توسط فدراسیون فوتبال اسلوونی اداره می‌شود.